# David Mambouch
David Mambouch est un acteur, auteur et metteur en scène français.
Il se forme à l'École nationale supérieure des arts et techniques du théâtre (ENSATT).
Il est le fils de la danseuse et chorégraphe française Maguy Marin.

## Théâtre

### Comédien
- 2014 : Singspiele, solo, conception Maguy Marin, David Mambouch et Benjamin Lebreton.
- 2009 : Philoctète de Jean-Pierre Siméon, mise en scène de Christian Schiaretti
- 2009 : L'Étourdi de Molière, mise en scène de Christian Schiaretti
- 2009 : Le Dépit amoureux de Molière, mise en scène de Christian Schiaretti
- 2008 : Par-dessus bord de Michel Vinaver, mise en scène de Christian Schiaretti
- 2007 : La Jalousie du barbouillé de Molière, mise en scène de Christian Schiaretti
- 2007 : Le Médecin volant de Molière, mise en scène de Christian Schiaretti
- 2007 : Les Précieuses ridicules de Molière, mise en scène de Christian Schiaretti
- 2007 : Sganarelle ou le Cocu imaginaire de Molière, mise en scène de Christian Schiaretti
- 2007 : Premières Armes de David Mambouch / mise en scène : Olivier Borle
- 2007 : L'École des maris de Molière, mise en scène de Christian Schiaretti
- 2007 : Le Grand Théâtre du monde de Pedro Calderón de la Barca, mise en scène de Christian Schiaretti
- 2006 : Coriolan de William Shakespeare, mise en scène de Christian Schiaretti
- 2005 : Mère et Fils, comédie nocturne de Joël Jouanneau, mise en scène de Michel Raskine
- 2005 : Père d'August Strindberg, mise en scène de Christian Schiaretti
- 2004 : Teatr d'après Mikhaïl Boulgakov, mise en scène de Richard Brunel

### Dramaturge
- 2013 : Walk Out
- 2011 : DRH (coauteur avec Philippe Vincent et Pierre Grange)
- 2007 : Premières Armes
- 2006 : Noires pensées, mains fermes

### Metteur en scène
- 2016 : Nuaj Live Tribute
- 2015 : Juan, d'après Molière, Byron et d'autres
- 2008 : Noires pensées, mains fermes de David Mambouch
- 2005 : Harold Pinter Club d'après l'œuvre d'Harold Pinter

## Filmographie
- 2004 : La Maison de Nina de Richard Dembo
- 2006 : Chat bleu, chat noir, téléfilm en deux parties de Jean-Louis Lorenzi
- 2007 : Épuration, téléfilm de Jean-Louis Lorenzi, suite de Chat bleu, chat noir
- 2019 : Maguy Marin l'urgence d'agir, documentaire
- 2021 : May B, adaptation cinématographique de la pièce éponyme.